# Drummond Hoyle Matthews
Drummond Hoyle Matthews (* 5. Februar 1931; † 20. Juli 1997) war ein britischer Meeres-Geologe und Geophysiker, der entscheidende Beiträge für die Theorie der Plattentektonik geliefert hat. Seine Untersuchungen zeigten – ebenso wie die des Briten Frederick Vine und des Kanadiers Lawrence Morley – dass Unterschiede der magnetischen Eigenschaften der Gesteine der ozeanischen Erdkruste mit der von Harry Hammond Hess 1962 entwickelten Theorie der Ozeanbodenspreizung (seafloor spreading) vereinbar sind, und verhalfen Hess’ Theorie schließlich zur wissenschaftlichen Anerkennung. 1989 erhielt er die höchste Ehrung der Geological Society of London, die Wollaston-Medaille.

## Leben
Alfred Wegeners Theorie der Kontinentaldrift erfuhr in Ermangelung eines plausiblen Antriebsmechanismus für den Prozess anfangs nur wenig wissenschaftliche Anerkennung. In den 1950er Jahren offenbarten ausgedehnte Vermessungsfahrten zur Kartierung des Meeresbodens ein ausgedehntes System miteinander verbundener mittelozeanischer Rücken, das sich überall durch hohen Wärmefluss und beträchtliche seismische Aktivität auszeichnete. Hess stellte die Hypothese auf, dass an den ozeanischen Rücken durch Extrusion von Magma aus dem Erdmantel neue ozeanische Kruste entstand, und dass Konvektionsströme im Mantel die neu entstandene Ozeankruste fortwährend von den Rücken entfernten und auf diese Weise Ozeanbecken erzeugten und Kontinente auseinandertrieben.
Als Wissenschaftler am King’s College in Cambridge führte Matthews 1962 die Vermessung eines Ozeanrückens im nordwestlichen Indischen Ozean durch. Die Forscher konnten ein Muster von parallelen, streifenförmigen magnetische Anomalien nachweisen, nahezu streng symmetrisch auf beiden Seiten des Rückens. Die wahrscheinlichste Erklärung dieser Anomalien war die zu dieser Zeit noch nicht bewiesene Vermutung, dass das Erdmagnetfeld sich im Lauf der Erdgeschichte mehrfach umgekehrt hat (Polsprung oder Polumkehrung des Erdmagnetfelds). Das in der ozeanischen Kruste reichlich vorhandene Mineral Magnetit zeigt durch die während der Erstarrung des Magmas erhaltene Ausrichtung der Magnetitkristalle (Paläomagnetismus) die Richtung des gleichzeitig herrschenden Magnetfelds an. Die von Matthews und seinen Kollegen gefundenen, parallelen Streifenanomalien würden sich bei einer von den Rücken auseinanderweichenden Kruste durch den von Hess vorgeschlagenen Mechanismus von selbst ergeben.
Matthews und sein Student, Frederick Vine, publizierten diese Gedankengänge 1963 in ihrem Artikel Magnetic Anomalies over Ocean Ridges in der Zeitschrift Nature. Nachfolgend gewann die Theorie der Kontinentaldrift zunehmend an Einfluss, und weitere Bestätigungen für die Theorie wurden entdeckt. Die Anomalien ließen sich auch an anderen ozeanischen Rücken nachweisen und über weite Strecken miteinander korrelieren. Die Bestätigung der wiederholten Polumkehr des Erdmagnetfelds ein paar Jahre darauf war nicht nur der Beweis für die Theorie von Matthews und Vine, sondern erlaubte darüber hinaus die Aufstellung einer geologischen Zeitskala zur Abschätzung der Spreizungsgeschwindigkeit an mittelozeanischen Rücken. Auf diese Weise erwies sich der Beitrag der beiden als wesentlich für die Entwicklung und Anerkennung der Theorie der Plattentektonik. Dafür erhielten sie 1981 dann auch den Balzan-Preis. Darüber hinaus ist Matthews seit 1959 Namensgeber für die Matthews-Insel im Archipel der Südlichen Orkneyinseln in der Antarktis.

## Veröffentlichungen
- F.J. Vine, D. Matthews: Magnetic anomalies over oceanic ridges. In: Laura Garwin, Tim Lincoln (Hrsg.): A century of Nature: twenty-one discoveries that changed science and the world. University of Chicago Press, Chicago 2003, ISBN 0-226-28415-8, S. 138–144, doi:10.1038/199947a0 (Leseprobe in der Google-Buchsuche – Erstausgabe:  1963, Nachdruck: Im Original erschienen in: Nature. Band 199, Nr. 4897, 7. September 1963, S. 947–953).